# Stamboom Frederik Frans van Mecklenburg-Schwerin (1823-1883)
Dit is de stamboom van Frederik Frans van Mecklenburg-Schwerin (1823-1883).
| Stamboom Frederik Frans van Mecklenburg-Schwerin (1823-1883) | Stamboom Frederik Frans van Mecklenburg-Schwerin (1823-1883)                                      | Stamboom Frederik Frans van Mecklenburg-Schwerin (1823-1883)                                      | Stamboom Frederik Frans van Mecklenburg-Schwerin (1823-1883)                                      | Stamboom Frederik Frans van Mecklenburg-Schwerin (1823-1883)                                      | Stamboom Frederik Frans van Mecklenburg-Schwerin (1823-1883)                                      | Stamboom Frederik Frans van Mecklenburg-Schwerin (1823-1883)                                      | Stamboom Frederik Frans van Mecklenburg-Schwerin (1823-1883)                                      | Stamboom Frederik Frans van Mecklenburg-Schwerin (1823-1883)                                   | Stamboom Frederik Frans van Mecklenburg-Schwerin (1823-1883)                                                                                       | Stamboom Frederik Frans van Mecklenburg-Schwerin (1823-1883)                                   | Stamboom Frederik Frans van Mecklenburg-Schwerin (1823-1883)                                   | Stamboom Frederik Frans van Mecklenburg-Schwerin (1823-1883)                                   | Stamboom Frederik Frans van Mecklenburg-Schwerin (1823-1883)                                   |
| ------------------------------------------------------------ | ------------------------------------------------------------------------------------------------- | ------------------------------------------------------------------------------------------------- | ------------------------------------------------------------------------------------------------- | ------------------------------------------------------------------------------------------------- | ------------------------------------------------------------------------------------------------- | ------------------------------------------------------------------------------------------------- | ------------------------------------------------------------------------------------------------- | ---------------------------------------------------------------------------------------------- | --- | ---------------------------------------------------------------------------------------------- | ---------------------------------------------------------------------------------------------- | ---------------------------------------------------------------------------------------------- | ---------------------------------------------------------------------------------------------- |
| Grootouders                                                  | Frederik Lodewijk van Mecklenburg-Schwerin (1778-1819) x 1799 Helena Pavlovna Romanov (1784-1803) | Frederik Lodewijk van Mecklenburg-Schwerin (1778-1819) x 1799 Helena Pavlovna Romanov (1784-1803) | Frederik Lodewijk van Mecklenburg-Schwerin (1778-1819) x 1799 Helena Pavlovna Romanov (1784-1803) | Frederik Lodewijk van Mecklenburg-Schwerin (1778-1819) x 1799 Helena Pavlovna Romanov (1784-1803) | Frederik Lodewijk van Mecklenburg-Schwerin (1778-1819) x 1799 Helena Pavlovna Romanov (1784-1803) | Frederik Lodewijk van Mecklenburg-Schwerin (1778-1819) x 1799 Helena Pavlovna Romanov (1784-1803) | Frederik Lodewijk van Mecklenburg-Schwerin (1778-1819) x 1799 Helena Pavlovna Romanov (1784-1803) | Frederik Willem III van Pruisen (1770-1840) x 1793 Louise van Mecklenburg-Strelitz (1776-1810) | Frederik Willem III van Pruisen (1770-1840) x 1793 Louise van Mecklenburg-Strelitz (1776-1810)                                                     | Frederik Willem III van Pruisen (1770-1840) x 1793 Louise van Mecklenburg-Strelitz (1776-1810) | Frederik Willem III van Pruisen (1770-1840) x 1793 Louise van Mecklenburg-Strelitz (1776-1810) | Frederik Willem III van Pruisen (1770-1840) x 1793 Louise van Mecklenburg-Strelitz (1776-1810) | Frederik Willem III van Pruisen (1770-1840) x 1793 Louise van Mecklenburg-Strelitz (1776-1810) |
| Ouders                                                       | Paul Frederik van Mecklenburg-Schwerin (1800-1842) x 1822 Alexandrine van Pruisen (1803-1892)     | Paul Frederik van Mecklenburg-Schwerin (1800-1842) x 1822 Alexandrine van Pruisen (1803-1892)     | Paul Frederik van Mecklenburg-Schwerin (1800-1842) x 1822 Alexandrine van Pruisen (1803-1892)     | Paul Frederik van Mecklenburg-Schwerin (1800-1842) x 1822 Alexandrine van Pruisen (1803-1892)     | Paul Frederik van Mecklenburg-Schwerin (1800-1842) x 1822 Alexandrine van Pruisen (1803-1892)     | Paul Frederik van Mecklenburg-Schwerin (1800-1842) x 1822 Alexandrine van Pruisen (1803-1892)     | Paul Frederik van Mecklenburg-Schwerin (1800-1842) x 1822 Alexandrine van Pruisen (1803-1892)     | Paul Frederik van Mecklenburg-Schwerin (1800-1842) x 1822 Alexandrine van Pruisen (1803-1892)  | Paul Frederik van Mecklenburg-Schwerin (1800-1842) x 1822 Alexandrine van Pruisen (1803-1892)                                                      | Paul Frederik van Mecklenburg-Schwerin (1800-1842) x 1822 Alexandrine van Pruisen (1803-1892)  | Paul Frederik van Mecklenburg-Schwerin (1800-1842) x 1822 Alexandrine van Pruisen (1803-1892)  | Paul Frederik van Mecklenburg-Schwerin (1800-1842) x 1822 Alexandrine van Pruisen (1803-1892)  | Paul Frederik van Mecklenburg-Schwerin (1800-1842) x 1822 Alexandrine van Pruisen (1803-1892)  |
| Frederik Frans II van Mecklenburg-Schwerin (1823-1883)       |                                                                                                   |                                                                                                   |                                                                                                   |                                                                                                   |                                                                                                   |                                                                                                   |                                                                                                   |                                                                                                | |                                                                                                |                                                                                                |                                                                                                |                                                                                                |
| Gehuwd met                                                   | x Augusta van Reuss-Schleiz-Köstritz (-1862)                                                      | x Augusta van Reuss-Schleiz-Köstritz (-1862)                                                      | x Augusta van Reuss-Schleiz-Köstritz (-1862)                                                      | x Augusta van Reuss-Schleiz-Köstritz (-1862)                                                      | x Augusta van Reuss-Schleiz-Köstritz (-1862)                                                      | x Augusta van Reuss-Schleiz-Köstritz (-1862)                                                      | x Augusta van Reuss-Schleiz-Köstritz (-1862)                                                      | x 1864 Anna van Hessen-Darmstadt (-1866)                                                       | x 1868 Marie van Schwarzburg-Rudolstadt (1850-1922)                                                                                                | x 1868 Marie van Schwarzburg-Rudolstadt (1850-1922)                                            | x 1868 Marie van Schwarzburg-Rudolstadt (1850-1922)                                            | x 1868 Marie van Schwarzburg-Rudolstadt (1850-1922)                                            | x 1868 Marie van Schwarzburg-Rudolstadt (1850-1922)                                            |
| Kinderen                                                     | Frederik Frans III (1851-1897) x 1849 Anastasia Michailovna                                       | Paul (1852-1923) x Maria zu Windisch-Grätz                                                        | Maria (1854-1920) x Vladimir Romanov                                                              | Nicolaas (1855-1856)                                                                              | Johan Albrecht (1857-1920)                                                                        | Johan Albrecht (1857-1920)                                                                        | Alexander (1859-1859)                                                                             | Anna (1865-1882)                                                                               | Elisabeth Alexandrine (1869-1955) x Frederik August van Oldenburg (1852-1931)                                                                      | Frederik Willem (1871-1897)                                                                    | Adolf Frederik (1873-1969)                                                                     | Adolf Frederik (1873-1969)                                                                     | Hendrik (1876-1934) x 1901 Wilhelmina (1880-1962)                                              |
| Kinderen                                                     | Frederik Frans III (1851-1897) x 1849 Anastasia Michailovna                                       | Paul (1852-1923) x Maria zu Windisch-Grätz                                                        | Maria (1854-1920) x Vladimir Romanov                                                              | Nicolaas (1855-1856)                                                                              | x 1886 Elisabeth van Saksen-Weimar-Eisenach (1854-1908)                                           | x 1909 Elisabeth van Stolberg-Roßla (1885-1969)                                                   | Alexander (1859-1859)                                                                             | Anna (1865-1882)                                                                               | Elisabeth Alexandrine (1869-1955) x Frederik August van Oldenburg (1852-1931)                                                                      | Frederik Willem (1871-1897)                                                                    | x 1917 Victoria Feodora van Reuss (1889-1918)                                                  | x 1924 Elisabeth van Stolberg-Roßla (1885-1969)                                                | Hendrik (1876-1934) x 1901 Wilhelmina (1880-1962)                                              |
| Kleinkinderen                                                | Alexandrine (1879-1952) Frederik Frans IV (1882-1945) Cecilia (1886-1954)                         | ?                                                                                                 | ?                                                                                                 | -                                                                                                 | -                                                                                                 | ?                                                                                                 | -                                                                                                 | -                                                                                              | Nicolaas Frederik Willem (1897-1970) Alexandrine (1900-1900) Frederik August (1900-1900) Ingeborg Alix (1901-) Altburg Marie Mathilde Olga (1903-) | -                                                                                              | Woizlawa-Feodora (1918)                                                                        | -                                                                                              | Juliana (1909-2004)                                                                            |